# White River, Ontario (vattendrag)
White River är ett vattendrag i Kanada.   Det ligger i provinsen Ontario, i den sydöstra delen av landet, 900 km väster om huvudstaden Ottawa.
I omgivningarna runt White River växer i huvudsak blandskog. Trakten runt White River är nära nog obefolkad, med mindre än två invånare per kvadratkilometer.